# Polyrhaphis ju
Polyrhaphis ju es una especie de escarabajo longicornio del género Polyrhaphis, tribu Polyrhaphidini, subfamilia Lamiinae. Fue descrita científicamente por Martins & al. en 2015.
La especie se mantiene activa durante el mes de octubre.

## Descripción
Mide 19,7-24,5 milímetros de longitud.

## Distribución
Se distribuye por Brasil.